# علي الشبيب
علي محمد علي الشبيب مواليد 4 أغسطس 2000 في السعودية،القطيف هو لاعب كرة قدم سعودي محترف يلعب حالياً لنادي دارلنغتون الإنجليزي.

## مسيرة اللاعب
احترف في بداياته في إنجلترا في الفئات العمرية نادي كونسيت الإنجليزي و نادي نيوتن أيكليف ونادي هيبورن تاون و عاد بعدها إلى السعودية و وقع مع نادي الساحل في صيف 2022 و انتقل إلى نادي القيصومة في صيف 2023 و عاد إلى إنجلترا و وقع مع نادي دارلنغتون الإنجليزي في صيف عام 2024.